# Wetterkanal (Bergbau)

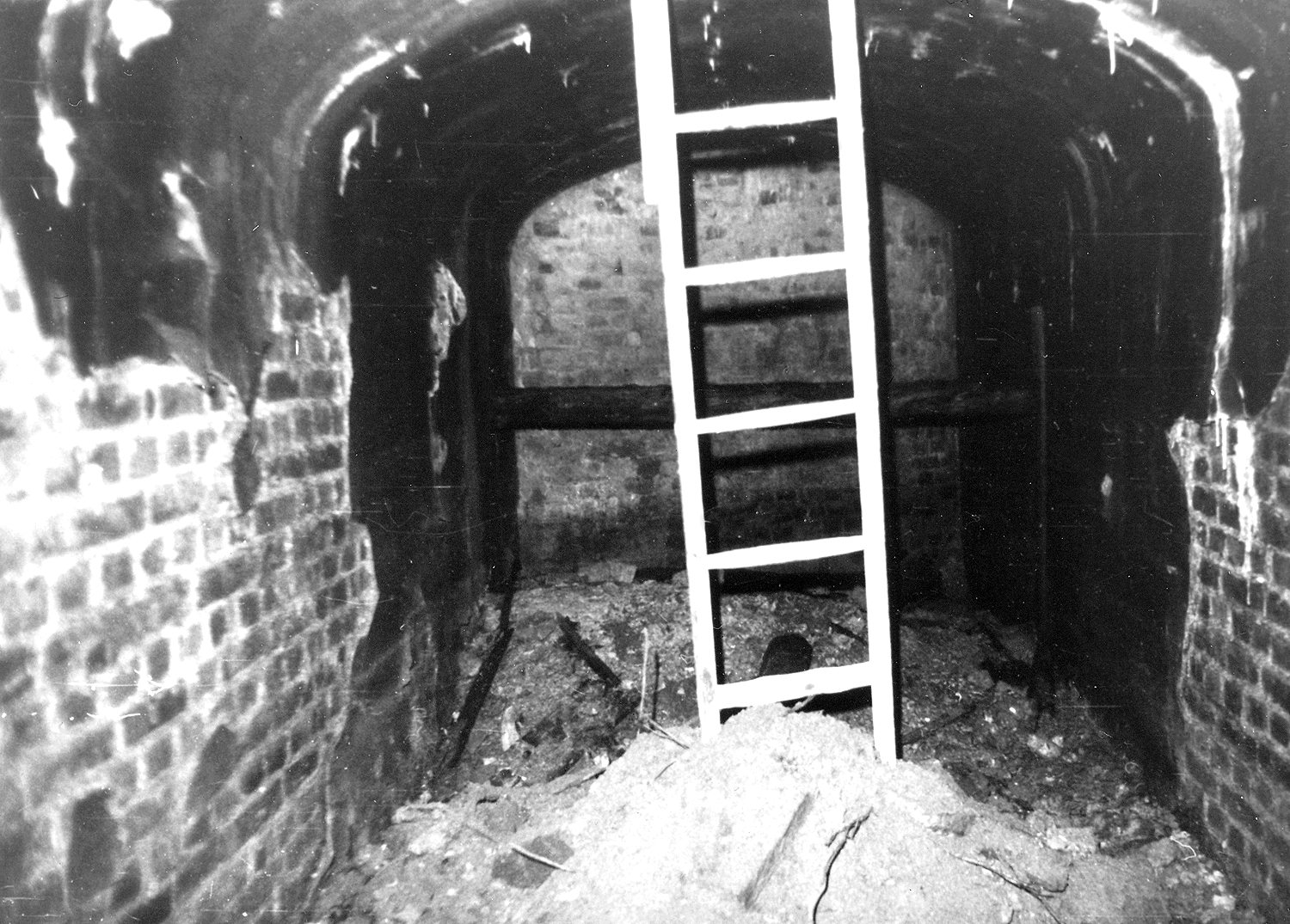
Wetterkanal des Bergwerks Conow

Als Wetterkanal bezeichnet man im Bergbau den Verbindungskanal zwischen dem Hauptgrubenlüfter und dem ausziehenden Wetterschacht. Wetterkanäle wurden aber auch bereits bei der Bewetterung mittels Wetterofen verwendet. Wetterkanäle zählen als Grubenbau zu den oberflächennahen Schachtabgängen.

## Grundlagen
Für die Bewetterung des Grubengebäudes müssen mindestens eine ausziehende und eine einziehende Tagesöffnung vorhanden sein. Damit die Wetter auch in ausreichender Menge durch das Grubengebäude strömen können, werden sie als Abwetter vom Grubenlüfter abgesaugt. Da der Grubenlüfter, technisch bedingt, in der Regel nicht direkt über, sondern neben dem Schacht steht, muss zwischen dem ausziehenden Schacht und dem Grubenlüfter eine untertägige Verbindung geschaffen werden. Diese Verbindung, mittels Wetterkanal, erfolgt unterhalb der Rasenhängebank. Anfang des 20. Jahrhunderts wurde in mehreren Versuchen festgestellt, dass der Wetterkanal einen wesentlichen Einfluss auf die Wetterwirtschaft eines Bergwerks hat. Insbesondere lange, mehrfach gewundene, Wetterkanäle mindern die Saugleistung des Grubenlüfters. Aus diesem Grund müssen Wetterkanäle möglichst kurz und geradlinig verlaufen. Dies lässt sich nur bewerkstelligen, indem der Grubenlüfter so nahe wie möglich am ausziehenden Schacht installiert wird.

## Aufgaben des Wetterkanals
Der Wetterkanal hat zwei wesentliche Aufgaben. Zunächst einmal muss der Wetterkanal die Wetter dem Lüfter, nach Möglichkeit mit nur geringen Druckverlusten, zuführen. Dies hängt im Wesentlichen von der Konstruktion des Wetterkanals ab. Des Weiteren muss durch den Wetterkanal eine wettermesstechnische Überwachung des Druckes und der Wettermenge möglich sein. Von den Bergbehörden ist vorgeschrieben, dass die Überwachung des statischen Druckes mittels eines Schreibgerätes erfolgen muss. Hierfür werden entweder einfache Druckschreiber oder Druckmengenschreiber verwendet. Die für die Druckmengen erforderlichen Messfühler (Staurohr oder Düse) müssen entsprechend den jeweiligen Einbauvorschriften im Wetterkanal montiert werden.

## Aufbau und Konstruktion
Der Wetterkanal besteht aus dem eigentlichen Saugkanal, dem Anschluss für den Grubenlüfter und dem Übergang zum Schacht. Werden mehrere Grubenlüfter über einen Wetterkanal betrieben, so muss jeder Lüfter einen eigenen Anschluss haben. Der Wetterkanal muss einen, entsprechend der zu bewältigenden Wettermenge, genügend großen Querschnitt haben. Dabei sollte der Querschnitt so groß sein, dass die Wettergeschwindigkeit im geraden Teil nicht größer als zehn Meter pro Sekunde ist. Der ideale Querschnitt für den Wetterkanal ist kreisförmig. Um diesem Ideal möglichst nahezukommen, werden bei rechteckigem Querschnitt die Ecken abgerundet. Die Wände des Wetterkanals müssen möglichst glatt sein. Plötzliche oder scharfe Krümmungen des Wetterkanals wirken sich ebenfalls negativ auf den Wetterwiderstand aus. Aus diesem Grund muss der Wetterkanal möglichst geradlinig verlaufen. Einen großen Einfluss auf die Umlenkungsverluste der Wetter hat das Verhältnis von Schachtquerschnitt zu Kanalquerschnitt. Aus diesem Grund muss der Anschluss an den Schacht möglichst einen ebenso großen Querschnitt haben wie der Schacht. Der Anschlussquerschnitt des Wetterkanals darf nur geringfügig kleiner sein als der Schachtquerschnitt. Um die Umlenkungsverluste aus dem Schacht möglichst gering zu halten, muss der innere Krümmungsradius das Sechs- bis Siebenfache des Kanaldurchmessers haben. Er darf aber den siebenfachen Wert nicht übersteigen. Die Wandungen des Wetterkanals müssen so dicht sein, dass durch sie, trotz des Druckunterschiedes im Wetterkanal, keine Außenluft in den Wetterkanal eindringen kann. Damit der Wetterkanal befahren werden kann, muss er mit einer dichten Wetterschleuse versehen sein, die genügend groß ist, dass auch Material über sie in den Wetterkanal transportiert werden kann. Dadurch ist es möglich, den Wetterkanal in regelmäßigen Abständen vom angesammelten Schlamm zu säubern.